# Lorsch
Lorsch (pronunciación en alemán: /lɔʁʃ/ⓘ) es un pequeño pueblo en el sudoeste de Alemania (60 km al sur de Fráncfort) en el distrito de Kreis Bergstraße en Hesse. Más de 12.000 personas viven en el pueblo.
Se ubica en su término una abadía benedictina famosa por el Lorsch Codex, que fue producido ahí alrededor del final del siglo XII. La abadía de Lorsch fue declarada Patrimonio de la Humanidad por la Unesco en 1991.